# Lentipes armatus
Lentipes armatus är en fiskart som beskrevs av Sakai och Nakamura, 1979. Lentipes armatus ingår i släktet Lentipes och familjen smörbultsfiskar. Inga underarter finns listade i Catalogue of Life.